# Alegeri legislative în Kazahstan, 2021
Alegeri legislative s-au desfășurat în Kazahstan la 10 ianuarie 2021, pentru alegerea membrilor Majilis, parlamentul kazah. Acesta a fost cel de-al optulea scrutin legislativ din istoria Kazahstanului de la independența sa, deși mulți observatori internaționali consideră că precedentele alegeri nu au fost niciodată libere sau corecte.
Coincid cu alegerile locale din 2021. Alegerile sunt primele care se desfășoară sub președinția lui Kassym-Jomart Tokayev și prima din 2004 care s-a desfășurat conform programului, celelalte fiind toate anticipate.